# Baileychromis centropomoides
Baileychromis centropomoides är en fiskart som först beskrevs av Bailey och Stewart, 1977.  Baileychromis centropomoides ingår i släktet Baileychromis och familjen Cichlidae. IUCN kategoriserar arten globalt som livskraftig. Inga underarter finns listade.